# Jurij Serhejew

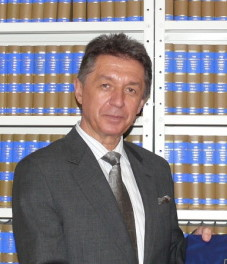
Jurij Serhejew 2013

Jurij Anatolijowytsch Serhejew (ukrainisch Юрій Анатолійович Сергеєв; * 5. Februar 1956 in Leninakan) ist ein ukrainischer Diplomat.

## Leben
Serhejew studierte an der Nationalen Taras-Schewtschenko-Universität Kiew und promovierte dort 1981. Anschließend war er von 1981 bis 1992 unter anderem Assistent, später Dozent, an der Philologischen Fakultät der Universität.
Danach wurde Serhejew für das ukrainische Außenministerium tätig. Von 1992 bis 1997 bekleidete er dort Direktorenposten in verschiedenen Abteilungen. Nachdem er von Januar bis November 1997 Gesandter-Botschaftsrat an der ukrainischen Botschaft im Vereinigten Königreich war, bekleidete er von November 1997 bis Dezember 2000 den Posten des ukrainischen Botschafters in Griechenland. Gleichzeitig war er nicht-residierender Botschafter für Albanien. Von Februar 2001 bis Juli 2001 war Serhejew stellvertretender Außenminister. Danach war er von Juli 2001 bis März 2003 Staatssekretär im ukrainischen Außenministerium. Von März 2003 bis April 2007 war er Botschafter in Frankreich sowie Ständiger Vertreter der Ukraine bei der UNESCO. Er war von 2007 bis Dezember 2015 Ständiger Vertreter seines Landes bei den Vereinten Nationen. Des Weiteren war er seit 2008 nicht-residierender ukrainischer Botschafter für die Bahamas.
Serhejew ist verheiratet.